# 杜希达联足球俱乐部
杜希达联足球俱乐部（英語：Drogheda United F.C.）是位於愛爾蘭劳斯郡東海岸杜希达（Drogheda）的足球會，現時在愛爾蘭超級足球聯賽作賽，是上屆（2007年）聯賽冠軍。球隊現任的領隊是保罗·杜连（Paul Doolin）。
現時的球隊是由杜希达市內兩支分別於1919年成立的杜希達聯合（Drogheda United）及1962年成立的杜希達FC（Drogheda F.C.）的球隊在1975年合併成立，先以卢尔德球场（Lourdes Stadium）作為主場，翌年搬遷到联合公园球场（United Park）至今，球隊現正計劃興建10,000座的全新主場，預計於2010年落成，但計劃仍然懸而未決。
杜希達聯自2005年開始成績大躍進，先後贏得兩屆塞坦塔體育頻道盃及一次愛爾蘭足協盃，更於2007年10月19日主場2-1擊敗科克城後確定奪得2007年球季聯賽冠軍。

## 球會歷史
於1919年成立的杜希達聯合（Drogheda United）的早年只是一支非聯賽球隊；而於1962年成立的杜希達FC（Drogheda F.C.）卻於1963年獲選加入愛爾蘭足球聯賽（League of Ireland），當時的聯賽剛由 10 隊增加到 12 隊。杜希達FC以第10位完成參加聯賽的首季，在其後的三季亦只是位列榜末三位之內。1967–68年球季獲得不俗的第 5 位，翌季亦能以第 6 位完成。但當聯賽進一步增加到 14 隊，杜希達FC打回原形，在其後的 6 個球季在榜尾五位掙扎，更於1970–71年球季被科克希伯尼安（Cork Hibernians）大炒 1–8，是球隊歷來最大敗仗，但同季卻能晉級愛爾蘭足協盃決賽，以 0–3 負於利麥立克（Limerick）而獲得亞軍。
1975年杜希達FC與杜希達聯合合併成為現時的球隊，合併後首季的1975/76年球季場內成績有長足進步，在聯賽獲得第 6 位，亦再次晉級愛爾蘭足協盃決賽，但這次仍以 0–1 負於布咸美恩斯（Bohemians）而再次屈居亞軍。接著的三個球季更連續獲得三次季軍，期間創下兩項球隊紀錄，以 7–1 大勝費恩夏普（Finn Harps）的歷來最大勝差及卡素·梅基安（Cathal Muckian）射入21球的單季最多入球。惟自此以後，球隊成績再次下滑，連續五季在聯賽榜下游掙扎。但期間於1982–83年曾經反彈，獲得歷來聯賽最佳的亞軍成績，落後於冠軍阿隆城（Athlone Town）達 16 分之多；翌年的1983–84年球季更贏得球隊首項錦標，在愛爾蘭足協聯賽盃決賽 3–1 擊敗連續兩屆冠軍的阿隆城。
由於愛爾蘭足球聯賽在1985–86年球季增加一級，分為超級聯賽及新增的甲組聯賽，於1984–85年聯賽位列榜末的4隊需要降級，排第 14 位（尾三）的杜希達聯成為首批降級的愛爾蘭球隊之一。同季杜希達聯首次進軍歐洲賽場，在歐洲足協盃第一圈兩回合累計慘負 0–14 給。杜希達聯一直留在甲組聯賽作賽，直到1988–89年才以甲組聯賽冠軍回升超級聯賽，但僅一季即降級返回甲組。翌年的1990–91年球季杜希達聯再奪甲組聯賽冠軍及升級，接著的兩季分別以 1 分及得失球差成功保級。到1993–94年球季再撐不住了，以包尾的成績降回甲組。
此後數年杜希達聯成為「升降機」，由1993–94年到2000–01年球季期間每年重覆升級或降級。直到2000–01年球季，杜希達聯在只有 10 隊的甲組聯賽中排第9位。幸好翌年再次奪得聯賽冠軍升級到超級聯賽，並且站穩陣腳，沒有再次降級。近年杜希達聯不斷取得好成績，於2005年首次贏得愛爾蘭足協盃，更於2006年及2007年背對背連奪兩屆塞坦塔體育頻道盃。杜希達聯的球員主要來自都柏林，最終於2007年首次獲得FAI愛爾蘭超級足球聯賽冠軍。

## 會徽與球衣

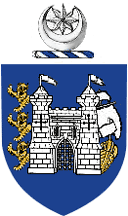
杜希达市徽

杜希達聯的會徽改自杜希达（Drogheda）的市徽，市徽為盾形紋章上有市內的圣劳伦斯城门（St. Lawrence's Gate），三隻獅子及一條帆船，亦包含纹章学上的符號星星及新月。三隻向前直走姿勢的獅子代表英格蘭，由於杜希达是位於英格蘭轄區（The Pale）內的一個駐軍城鎮；而帆船顯示其貿易港口地位，徽章下方的格言意譯為「上主是我們的力量 商品是我們的光榮」（Deus praesidium, mercatura decus）；而星星及新月類似伊斯兰教的符號，但顯然與奥斯曼帝国君主阿卜杜勒-迈吉德一世（Abdülmecid I）在19世紀大饥荒（Great Famine）時期避過英國偷偷運送三船食物到杜希达救災的事件無關，因為杜希达的市徽遠在這事件發生前800年已經存在。其實星星及新月是約翰王（John of England）的王璽，約翰國王於1194年授予杜希达成立憲章。
杜希達聯新近宣佈與土耳其球會特拉布宗（Trabzonspor）結盟成為姊妹球隊，兩隊擁有類似符號的會徽及穿著同色的球衣。杜希達聯的球衣顏色為紫紅及藍色。

## 歐洲比賽
杜希達聯於1983/84年首度踏足歐洲賽場，在歐洲足協盃第一圈兩回合累計0-14大敗給最終冠軍。但其後參賽的兩次足協盃以至歐聯，杜希達聯也能在首圈比賽勝出，晉級到第二圈才被淘汰出局。
| 競賽名稱 | 參賽次數 | 比賽場數 | 勝 | 和 | 負 | 入球 | 失球 |
| -------- | -------- | -------- | -- | -- | -- | ---- | ---- |
| 歐聯     | 1        | 4        | 2  | 1  | 1  | 4    | 3    |
| 足協盃   | 3        | 10       | 3  | 3  | 4  | 10   | 22   |
| 合計：   | 4        | 14       | 5  | 4  | 5  | 14   | 25   |

## 球會榮譽
- 愛爾蘭頂級聯賽：
  - 冠軍： 2007年；
  - 亞軍： 1982/83年；
- 愛爾蘭甲組聯賽：
  - 冠軍： 1988/89年、90/91年、98/99年、01/02年；
  - 亞軍： 1994/95年、1996/97年；
- 愛爾蘭足協盃：
  - 冠軍： 2005年, 2024年；
  - 亞軍： 1971年、1976年；
- 愛爾蘭足協聯賽盃：
  - 冠軍： 1983/84年；
- 愛爾蘭甲組聯賽盾：
  - 冠軍： 1991年；
- 塞坦塔體育頻道盃：
  - 冠軍： 2006年、2007年；

## 球員名單
註釋：國旗表示球員在國際足聯資格規則定義的國家隊。球員可能擁有一個以上非國際足聯國籍。
| 號碼 |          | 位置 | 球員                           |
| ---- | -------- | ---- | ------------------------------ |
| 1    | 爱尔兰   | 门将 | Dan Connor                     |
| 3    | 爱尔兰   | 后卫 | Joe Kendrick                   |
| 4    | 澳大利亚 | 后卫 | John Tambouras                 |
| 6    | 爱尔兰   | 后卫 | Graham Gartland                |
| 7    | 爱尔兰   | 中场 | Shane Robinson                 |
| 8    | 澳大利亚 | 中场 | Adam Hughes                    |
| 9    | 爱尔兰   | 前锋 | Declan O'Brien （隊長）        |
| 10   | 英格兰   | 前锋 | Guy Bates                      |
| 11   | 爱尔兰   | 中场 | Richie Baker                   |
| 12   | 爱尔兰   | 前锋 | Tony Grant                     |
| 14   | 爱尔兰   | 后卫 | Brian Shelley                  |
| 15   | 爱尔兰   | 中场 | David McAllister（外借舒尔本） |
| 16   | 爱尔兰   | 中场 | Stuart Byrne                   |
| 17   | 爱尔兰   | 前锋 | Éamon Zayed                    |
| 18   | 爱尔兰   | 中场 | Paul Keegan                    |

| 號碼 |                      | 位置 | 球員                 |
| ---- | -------------------- | ---- | -------------------- |
| 19   | 芬兰                 | 中场 | Sami Ristilä         |
| 20   | 爱尔兰               | 中场 | Shaun Williams       |
| 21   | 爱尔兰               | 后卫 | Shaun Maher          |
| 22   | 爱尔兰               | 前锋 | Aidan O'Keeffe       |
| 24   | 爱尔兰               | 前锋 | Shane Barrett        |
| 25   | 爱尔兰               | 门将 | Cian Byrne           |
| 26   | 爱尔兰               | 中场 | Ollie Cahill         |
| 27   | 爱尔兰               | 后卫 | Sean Prunty          |
| 28   | 爱尔兰               | 后卫 | Gareth Whelan        |
| 29   | 塞内加尔             | 前锋 | Ibrahima Iyane Thiam |
| 30   | 蘇格蘭               | 门将 | Jamie Ewings         |
| 31   | 波斯尼亚和黑塞哥维那 | 前锋 | Fahrudin Kudozovic   |
| 33   | 刚果民主共和国       | 中场 | Paul Matondo         |
| 43   | 爱尔兰               | 前锋 | Peter McMahon        |

## 著名球員
| - Tommy Breen - Ray Treacy - Tony Macken - Mick Meagan | - Mick Leech - Cathal Muckian - Jerome Clarke - Frank "Dusty" Flanagan | - Gerry Martin - Stephen Bradley - Phil Murphy |

## 著名領隊
- Jimmy McAlinden

## 球會紀錄
- 聯賽最大勝差： 1977年4月24日7-1擊敗費恩夏普（Finn Harps）；1994年12月16日6-0擊敗基尔肯尼（Kilkenny City）；
- 聯賽最大負差： 1972年1月30日1-8負於科克希伯尼安（Cork Hibernians）；1984年1月8日0-7負於沙洛克流浪；
- 單季最多分數： 1998/99年球季的64分；
- 單季最多聯賽入球球員： 1977/78年球季的卡素·梅基安（Cathal Muckian），共射入21球；
- 歷來最多聯賽入球球員： 1973－89年球季的加里·马丁（Gerry Martin），共射入52球。

## 外部連結
- Official Drogheda United FC website （页面存档备份，存于）
- Reservoir Drogs Website
- Drogs on FAI.ie
- Past League Tables on FAI.ie
- Drogheda United on eircomloi.ie （页面存档备份，存于）